# Пыполово
Пыполово — деревня в Гаврилов-Ямском районе Ярославской области России. Входит в состав Стогинского сельского округа Митинского сельского поселения.

## География
Деревня находится в юго-восточной части области, в зоне хвойно-широколиственных лесов, на левом берегу реки Самбурихи, к северу от автодороги 78К-0007, на расстоянии примерно 17 километров (по прямой) к юго-востоку от города Гаврилов-Ям, административного центра района. Абсолютная высота — 135 метров над уровнем моря.

### Климат
Климат характеризуется как умеренно континентальный, с умеренно холодной зимой и относительно тёплым летом. Среднегодовая температура воздуха — 3 — 3,5 °C. Средняя температура воздуха самого холодного месяца (января) — −13,3 °C; самого тёплого месяца (июля) — 18 °C. Вегетационный период длится около 165—170 дней. Годовое количество атмосферных осадков составляет 500—600 мм, из которых большая часть выпадает в тёплый период.

### Часовой пояс
Пыполово, как и вся Ярославская область, находится в часовой зоне МСК (московское время). Смещение применяемого времени относительно UTC составляет +3:00.

## Население
| 2007 | 2010 |
| ---- | ---- |
| 2    | →2   |

Перепись 1897 года
Согласно данным переписных листов, в 1897 году в деревне Пыполово проживал 61 человек, из них 25 мужчин и 36 женщин. Грамотность среди мужчин составляла 44%, среди женщин - 19%. Чаще всего грамоте учились в Артёмовском училище. 
В деревне было 12 деревянных домов, крытых соломой. Из них 5 домов принадлежало семье Пенихиных, 3 - Фисковых, 2 - Лаврентьевых. Большинство жителей деревни занимались земледелием. Помимо этого, хозяева 5 домов являлись плотниками, и 1 - разносчиком в Санкт-Петербурге. 
Все жители деревни относились к государевым крестьянам. 

### Национальный состав
Согласно результатам переписи 2002 года, в национальной структуре населения русские составляли 100 % из 3 чел.